# محامون بلا حدود

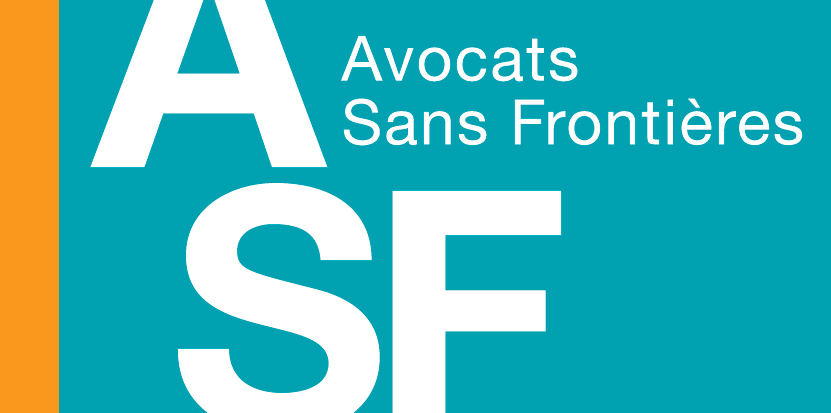
شعار محامون بلا حدود

محامون بلا حدود (ASF) منظمة دولية غير حكومية، تنشط في قطاعي حقوق الإنسان والتنمية. تأسست منظمة محامون بلا حدود في عام 1992 من قبل مجموعة من المحامين البلجيكيين، ويتمثل الهدف الرئيسي للمنظمة في إعمال المؤسسات والآليات التي تسهل الوصول إلى أنظمة عدالة مستقلة وعادلة، تضمن الأمن القانوني وتضمن حقوق الإنسان الأساسية للجميع.

## لمحة تاريخية
تمثل طموح منظمة «محامون بلا حدود» الأولى في عام 1992 في تقديم المساعدة و/أو الدفاع عن الأشخاص الذين لم تُحترم حقوقهم في بلادهم، فيما يخص القضايا التي اعتُبرت «حساسة». نفذت مهامًا لا حصر لها فيما يتعلق بالمساعدة الفورية بين عامي 1992 و1996. أُرسل محامون خارج بلدانهم لعدة أسابيع لتقديم المساعدة و/أو التدخل في القضايا الحساسة، كجزء من مشروع «التضامن والدفاع» الذي سمي فيما بعد «محامٍ من أجل محامٍ».
تسببت الإبادة الجماعية في رواندا عام 1994 في إحداث اضطرابات داخل المجتمع الدولي. لم تكن منظمة محامون بلا حدود مجهزة بعد للتدخلات طويلة الأمد، إلا أنها قررت اتخاذ إجراء على أي حال. نفذت دورات تدريبية مختلفة في أروشا في تنزانيا بين عامي 1995 و1998، لتثقيف المحامين حول إجراءات المحكمة الجنائية الدولية لرواندا.
حدث نقص فادح في أعداد المحامين في البلاد، إذ لقي الكثير من الناس حتفهم خلال الإبادة الجماعية، بينما فر آخرون. لم يستطع المحامون المتبقون- أو لم يرغبوا- في المشاركة في محاكمات لإدانة الجناة. بدأت منظمة محامون بلا حدود استجابةً لهذه المشكلة، برنامج «الحقوق للجميع في رواندا». افتتحت المنظمة أول بعثة دائمة لها في الخارج في رواندا، لإنفاذ هذا البرنامج.
سهلت ضرورات تنفيذ مشروع تفصيلي طويل الأجل من نمو منظمة محامون بلا حدود إلى منظمة دولية. تضع المنظمة لنفسها هدفًا آخر إلى جانب مهماتها في المساعدة المباشرة والدفاع عن الأشخاص، يتمثل في: المساهمة- بصفتها جهة فاعلة مستقلة- في مجتمع أكثر عدلًا وإنصافًا، حيث يخدم القانون الأشخاص الأكثر ضعفًا.
افتتحت منظمة محامون بلا حدود بعثات جديدة في بوروندي (1999)، وكوسوفو (2000)، وجمهورية الكونغو الديمقراطية (2000)، وتيمور الشرقية (2000)، وأوغندا (2007)، ونيبال (2010).

## الهدف
منظمة محامون بلا حدود (ASF)، منظمة دولية غير حكومية تساهم في إنشاء مجتمعات عادلة ومنصفة، حيث يخدم القانون ومؤسساته الفئات والأفراد الأكثر ضعفًا. تهدف المنظمة إلى تحقيق هذا الهدف من خلال التدخلات الميدانية في مجالات الوصول إلى العدالة والمساعدة القانونية والتمثيل القانوني أمام كل من السلطات القضائية الوطنية والدولية، مثل المحكمة الجنائية الدولية.
تستخدم المنظمة القانون لخدمة الأشخاص الأكثر ضعفًا: مثل الأحداث والنساء والمسجونون بشكل غير قانوني وضحايا انتهاكات حقوق الإنسان، وأي فرد أو مجموعة غير قادرة على الوصول إلى العدالة.
تمتلك المنظمة حاليًا مكاتب ميدانية في بوروندي وجمهورية الكونغو الديمقراطية ورواندا والمغرب وإندونيسيا وجمهورية إفريقيا الوسطى وأوغندا وتشاد وتونس. تعمل المنظمة أيضًا على قضايا مواضيعية مثل الوصول إلى العدالة، والدفاع عن «المدافعين»، والعدالة الجنائية الدولية، والتقاضي الاستراتيجي، والحقوق الاقتصادية والاجتماعية.
تعمل فرق المنظمة في تعاون وثيق مع الشركاء المحليين (المحامون ونقابات المحامين ومنظمات المجتمع المدني) في بلدان التدخل. يدعم المتخصصون القانونيون في الشبكة القانونية الدولية بعثات محامون بلا حدود على أساس مخصص.